# Евгений Ловчев
Евгений Ловчев (на руски: Евгений Ловчев) е съветски футболист и треньор по футбол и футзал.

## Кариера
Ловчев има 52 мача за Националния отбор на СССР.
Играе на Световното първенство през 1970 г. и на Летните олимпийски игри през 1972 г.

## Отличия
„Спартак“ (Москва)
- Съветска Висша лига: 1969
- Купа на СССР по футбол: 1971

Други
Почетен майстор на спорта на Русия (2004).